# كربيد الهافنيوم الرباعي
 كربيد الهافنيوم الرباعي مركب كيميائي له الصيغة HfC، ويكون على شكل مسحوق رمادي.

## الخواص
- لا ينحل كربيد الهافنيوم في الماء.
- إن مركب كربيد الهافنيوم من المركبات الخلالية Interstitial compound، حيث تتوضع ذرات الكربون في الفجوات ثمانية الوجوه لذرات الهافنيوم. تتبع البنية البلورية لكربيد الهافنيوم النظام البلوري المكعب، بشكل يشابه بنية ملح كلوريد الصوديوم. يكون ثابت وحدة الخلية a=4:63 أنغستروم.[3]
- يمتاز المركب بصلادته وارتفاع نقطة انصهاره، حيث كان يعد في فترة من الفترات أكثر المواد ارتفاعاً في نقطة انصهاره، وذلك قبل اكتشاف أن كربيد هافنيوم تانتالوم Ta4HfC5 له أعلى نقطة انصهار بين المركبات الكيميائية، حيث تصل إلى 4215 °س (4488 كلفن).[4]

## التحضير
يمكن الحصول على كربيد الهافنيوم الرباعي بأبعاد حبيبات تتراوح بين 225 إلى 380 نانومتر من الاختزال الكربوحراري لأكسيد الهافنيوم باستخدام الغرافيت أو أسود الكربون.

## الاستخدامات
يستخدم كمادة عاكسة في تركيب المزدوجات الحرارية لارتفاع نقطة انصهاره التي تصل إلى 3890°س.